# Pimpinella paucidentata
Pimpinella paucidentata är en flockblommig växtart som beskrevs av Victoria Ann Matthews. Pimpinella paucidentata ingår i släktet bockrötter, och familjen flockblommiga växter. Inga underarter finns listade i Catalogue of Life.